# Joseph Tuvora
Joseph Tuvora (1820-1872) est un journaliste, haut fonctionnaire et chef d'entreprise autrichien du XIXe siècle. Ancien révolutionnaire viennois de 1848, il a servi ensuite l'empire d'Autriche.

## Biographie

### De multiples collaborations
Joseph Tuvora a commencé sa carrière de journaliste en écrivant pour le Theater Zeitung, un journal spécialisé dans la scène théâtrale, fondé par Adolf Bäuerle. Après des difficultés avec la censure autrichienne, il devient correspondant à Vienne des journaux allemands libéraux. Il écrit aussi pour le Freimuthige, édité par Moritz Mahler, puis a écrit aussi pour le journal autrichien La Constitution, édité par Léopold Hafner, qui a combattu l'unité panslaviste comme un "ennemi juré de la liberté". Il est aussi fondateur de son propre journal, le Libre Penseur.

### La Révolution de 1848
La Révolution autrichienne de 1848, au cours de laquelle une assemblée constituante élue au suffrage universel  abolit les droits féodaux, voit la tentative d'un certain nombre de journalistes radicaux de faire proclamer la République dans les banlieues de Vienne. Le 17 mai, après les émeutes du 15 mai, l'empereur quitte la capitale pour Innsbruck, et le 18 mai, "deux chefs extrémistes", Leopold Hafner, directeur du journal La Constitution, et Joseph Tuvora tinrent une grande réunion parmi les ouvriers, à Mariahilfe, au cours de laquelle ils annoncèrent l'instauration d'une république. Finalement, après des combats qui font plus de 2000 morts parmi les insurgés, l'armée reprend Vienne le 31 octobre et rétablit un nouvel empereur, François-Joseph Ier d'Autriche.

### Ralliement au pouvoir autrichien
Après l'échec de la Révolution autrichienne de 1848, il change de camp et rallie le pouvoir autrichien. En octobre 1848, il devient un partisan des Hasbourg et du général croate et homme d'État autrichien Josip Jelačić. Le 10 octobre 1849, il a fondé à Vienne La "Correspondance autrichienne", une agence de presse privée, qui est la première version du Telegraphen Korrespondantz Bureau. En échange d'une subvention de 340 florins par an, Tuvora a mis cette agence de presse au service du ministre de la justice puis de l'intérieur Alexander von Bach, qui souhaite organiser la diffusion rapide des nouvelles et messages du gouvernement. Bach en fait ainsi un outil de la communication de l'Empire autrichien et créé au même moment le Système de Bach, c'est-à-dire la reprise en main centralisatrice, dans la lignée de la politique de Joseph II.
La "Correspondance autrichienne" doit alors servir de porte-parole du gouvernement, qui met en place cette politique surtout après la reprise en main de l'Italie par Joseph Radetzky en 1850. Elle fait cependant preuve d'une certaine décentralisation, ses bureaux étant confiés aux autorités de chaque région de l'empire. La mort de Felix Schwarzenberg, chef du gouvernement autrichien le 5 avril 1852 fait d'Alexander von Bach le personnage le plus important de l’État. Il exerce une censure rigoureuse, veut faire la réfutation des "mensonges" de la presse, au risque de réduire le pays au mutisme. Ses fonctionnaires administrent la Hongrie, découpée en cinq arrondissements, tandis que la Transylvanie et la Croatie sont séparées du corps du royaume.

### Les liens avec Warrens et Havas
Alexander von Bach a envoyé Tuvora fréquemment à l'étranger pour être en mesure d'explorer les différents scénarios de politique étrangère. Joseph Tuvora, à cette occasion, a fait appel à Eduard Warrens (1820-1872), ex-consul américain à Trieste, devenu rédacteur en chef du "Journal du Lloyd autrichien".
Tuvora voulait aménager le fonctionnement de et élargir son audience, d'après le modèle de l'Agence Havas française. Dans ce but, il s'est rendu en 1858 à Paris, pour rencontrer les dirigeants d'Havas. Mais l'élargissement de l'audience de son agence n'a pas pu être entrepris, car elle a été confrontée dès l'année suivante à une grave difficulté. Le 4 juin 1859, la "Correspondance autrichienne" est victime d'un canular boursier, transmis par le télégraphe jusqu'en Angleterre et en Belgique, sur l'issue de la Bataille de Magenta dans le nord de l'Italie. Elle a annoncé à tort la victoire autrichienne, en précisant qu'un renfort de 50 000 hommes avait rejeté les français sur l'autre rive du Tessin, alors que la bataille se termine une victoire décisive pour les forces franco-sardes.
Le 11 juin 1859, le Conseil des ministres autrichien a décidé de créer sa propre agence de nouvelles pour l'Autriche et la Hongrie. Il a pour cela de nationalisé la "Correspondance autrichienne", qui a été appelé "Bureau de la correspondance télégraphique", afin de garder un contrôle plus strict sur les communications télégraphiques et les correspondants. Les nouvelles de la "Correspondance autrichienne" apparaissaient en décembre 1859 la dernière fois.
Indemnisé par l'État autrichien lors de la nationalisation, Joseph Tuvora reçoit une rente annuelle de 1200 florins  à la condition d'observer une bonne conduite politique personnelle. Il a écrit ensuite aussi des articles de spéculation financière, puis finit sa vie dans le luxe. En 1866, au moment de la Bataille de Sadowa, il écrit de correspondances de Vienne pour la presse française, où il témoigne de l'attachement de Viennois à l'Union allemande.

### Les autres agenciers autrichiens, allemands et italiens
En avril 1862, Pollak publia la Correspondance parlementaire, qui coûtait 15 florins par mois. À Pesth, Scharf érigea, en 1861, un bureau de nouvelles, qui aura en 1863 un représentant à Londres. Vers la même époque, Édouard Huhn était à la tête d'un établissement semblable à Francfort-sur-le-Main. Turin eut une correspondance analogue, selon les recherches et récits d'Heinrich Wuttke.